# Campeonato Mundial de Ajedrez 1910 (Lasker-Janowsky)
El 2° Campeonato Mundial de Ajedrez 1910 fue un encuentro entre el retador David Janowsky de Francia, y el campeón defensor Emanuel Lasker del Imperio alemán. El match se jugó en Berlín, Imperio alemán. El primer juego empezó el 8 de noviembre de 1910. El último juego empezó el 8 de diciembre del mismo año, con victoria de Lasker. Lasker ganó el match 9½-1½, manteniendo su condición de campeón y convirtiéndose en el campeón oficial número 10.

## Antecedentes
Lasker y Janowski jugaron dos matches de exhibición en 1909, el primero resultó empatado (2 a 2), y el segundo fue ganado por Lasker por el gran margen de 7 victorias, 2 tablas y una sola derrota. El segundo match es a veces reconocido como un match del Campeonato del Mundo, pero una búsqueda por Edward Winter indicó que el título no estaba en juego.

## Match
El match sería a partidas ilimitadas, sólo acabando cuando un jugador llegue a 8 victorias. Las victorias cuentan como 1 punto, los empates ½ y las derrotas 0.
| Jugador        | 1 | 2 | 3 | 4 | 5 | 6 | 7 | 8 | 9 | 10 | 11 | Total (Vic) |
| -------------- | - | - | - | - | - | - | - | - | - | -- | -- | ----------- |
| Emanuel Lasker | 1 | ½ | ½ | 1 | 1 | ½ | 1 | 1 | 1 | 1  | 1  | 9½ (8)      |
| David Janowsky | 0 | ½ | ½ | 0 | 0 | ½ | 0 | 0 | 0 | 0  | 0  | 1½ (0)      |